# Charles Pathé
Charles Pathé (tiếng Pháp: [pate], 26 tháng 12 năm 1863 - 25 tháng 12 năm 1957) là người Pháp đi đầu trong công nghệ phim ảnh và ngành công nghiệp ghi âm.

## Tiểu sử
Là con trai của một chủ cửa hàng bán thịt, Charles Pathé được sinh ra tại Chevry-Cossigny, trong Lãnh thổ Seine-et-Marne thuộc Pháp. Năm 1894, cùng với anh trai của mình Émile, ông thành lập Pathé Records. Hai năm sau, họ đã tạo ra Société Pathé Frères vào bước vào việc sản xuất và phân phối phim ảnh. Cả hai công ty trở thành một lực lượng quốc tế chiếm ưu thế trong hai ngành công nghiệp tương ứng.
Năm 1929, Charles Pathé bán cổ phiếu của mình trong các doanh nghiệp trên và nghỉ hưu tại Monaco cho đến khi ông qua đời vào năm 1957.